# Linia kolejowa Bretleben – Sondershausen
Linia kolejowa Bretleben – Sondershausen (Kyffhäuserbahn) – lokalna linia kolejowa w kraju związkowym Turyngia, w Niemczech. Łączy główne linie Sangerhausen-Erfurt i Nordhausen-Erfurt między grzbietem Kyffhäuser i Hainleite na północy Turyngii. W zachodniej części linii, na miejscu torów kolejowych znajduje się obecnie ścieżka rowerowa.